# California Dreams Tour
A California Dreams Tour Katy Perry amerikai énekesnő második világkörüli turnéja, mellyel Teenage Dream című albumát népszerűsíti. A turné 2011. február 20-án indult Lisszabonból, és 2012. január 22-én zárult a Fülöp-szigeteken. A turné bejárta Európát, Óceániát, Ázsiát és Amerikát.

## Háttér

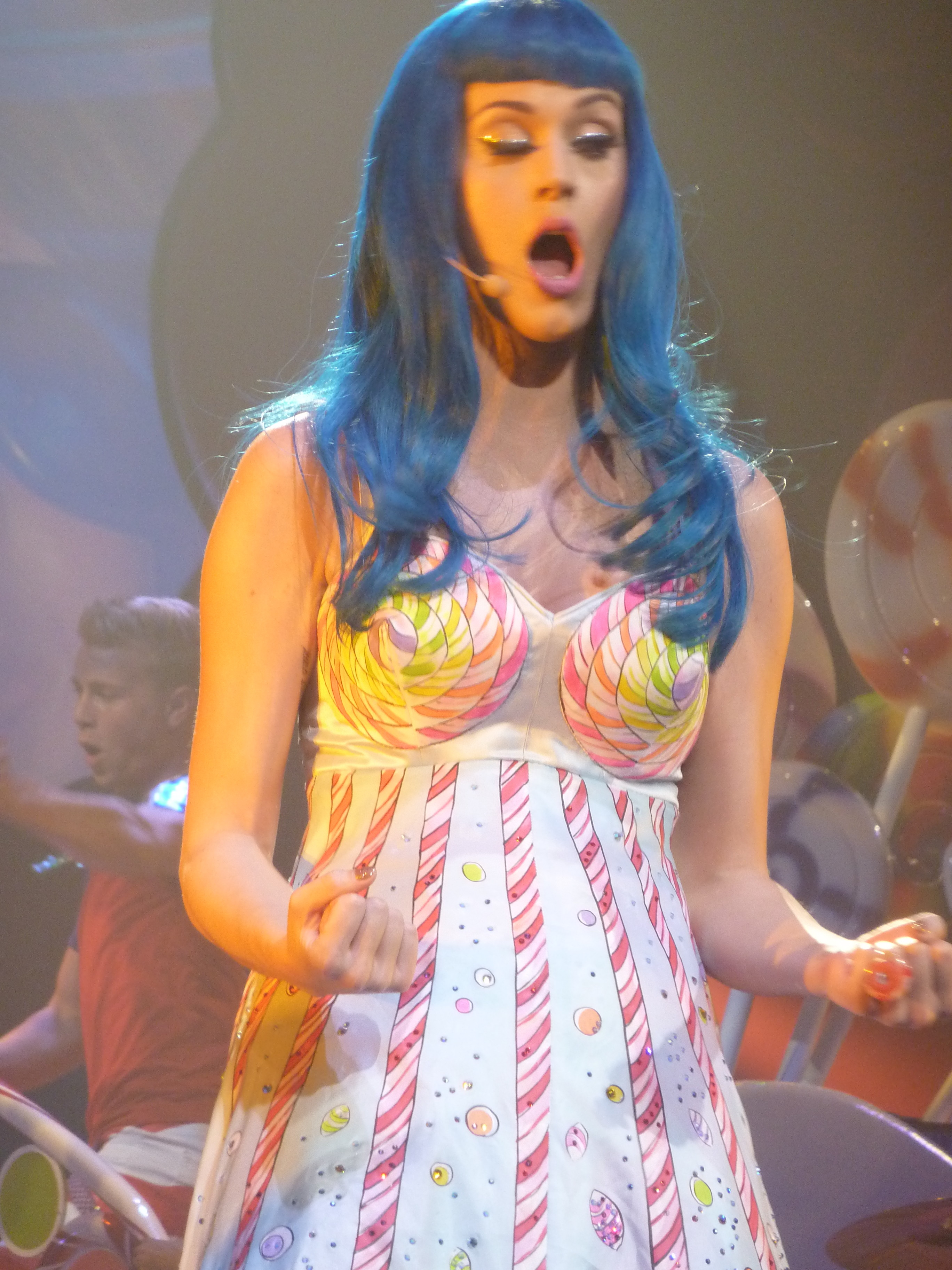
Katy Perry a California Dreams Tour párizsi koncertjén

Aktuális albumának népszerűsítése közben az énekesnő elmondta, hogy soron következő turnéját minél látványosabbra akarta kialakítani. Twitter üzenetében a következőt írta: „Remélem, hogy összekapcsolja majd az érzékeket: a látást, a hangokat, az illatokat, az ízlelést és a tapintást.” A turné 2010 októberében került hivatalosan bejelentésre, többek között Perry weboldalán.

## A koncerteket nyitó előadók
- Yelle (Egyesült Királyság—1. szakasz)[3]
- Calvin Harris (Egyesült Királyság—1. szakasz)[4]
- DJ Skeet Skeet (Európa—1. szakasz)
- New Young Pony Club (Európa—1. szakasz)
- Robyn (Észak-Amerika) (bizonyos koncerteken)[3]
- Marina and the Diamonds (Észak-Amerika) (bizonyos koncerteken)[3]

## Az előadott dalok listája
1. Teenage Dream
2. One Of The Boys (csak bizonyos koncerteken)
3. Hummingbird Heartbeat (csak bizonyos koncerteken)
4. Waking Up In Vegas
5. Ur So Gay
6. Peacock
7. I Kissed A Girl
8. Circle The Drain
9. E.T.
10. Who Am I Living For?
11. Pearl
12. Not Like The Movies
13. The One That Got Away
14. Only Girl (In the World) / Whip My Hair / Big Pimpin / Born This Way (akusztikus feldolgozások egyvelege)
15. Thinking of You
16. Hot n Cold
17. Last Friday Night (T.G.I.F.)
18. Firework

Ráadás
1. California Gurls
2. I Wanna Dance With Somebody (Who Loves Me)

Forrás:

## A turné állomásai
| Dátum                   | Város               | Ország           | Helyszín                                  |
| ----------------------- | ------------------- | ---------------- | ----------------------------------------- |
| Európa                  |                     |                  |                                           |
| 2011. február 20.       | Lisszabon           | Portugália       | Campo Pequeno                             |
| 2011. február 23.       | Milánó              | Olaszország      | Mediolanum Forum                          |
| 2011. február 25.       | Zürich              | Svájc            | Hallenstadion                             |
| 2011. február 26.       | München             | Németország      | Zenith Munich                             |
| 2011. február 27.       | Bécs                | Ausztria         | Wiener Stadthalle                         |
| 2011. március 4.        | Berlin              | Németország      | Max-Schmeling-Halle                       |
| 2011. március 6.        | Offenbach           | Németország      | Stadthalle Offenbach                      |
| 2011. március 7.        | Párizs              | Franciaország    | Zénith de Paris                           |
| 2011. március 8.        | Párizs              | Franciaország    | Zénith de Paris                           |
| 2011. március 10.       | Brüsszel            | Belgium          | Forest National                           |
| 2011. március 11.       | Köln                | Németország      | Palladium Köln                            |
| 2011. március 14.       | Hamburg             | Németország      | Alsterdorfer Sporthalle                   |
| 2011. március 15.       | Amszterdam          | Hollandia        | Heineken Music Hall                       |
| 2011. március 17.       | London              | Anglia           | HMV Hammersmith Apollo                    |
| 2011. március 18.       | London              | Anglia           | HMV Hammersmith Apollo                    |
| 2011. március 19.       | London              | Anglia           | HMV Hammersmith Apollo                    |
| 2011. március 21.       | Manchester          | Anglia           | Manchester Apollo                         |
| 2011. március 22.       | Manchester          | Anglia           | Manchester Apollo                         |
| 2011. március 27.       | Liverpool           | Anglia           | Echo Arena Liverpool                      |
| 2011. március 28.       | Dublin              | Írország         | The O2 (Dublin)                           |
| 2011. március 30.       | Nottingham          | Anglia           | Capital FM Arena                          |
| 2011. március 31.       | Bournemouth         | Anglia           | Windsor Hall                              |
| 2011. április 1.        | Cardiff             | Wales            | Cardiff International Arena               |
| 2011. április 3.        | Newcastle           | Anglia           | Metro Radio Arena                         |
| 2011. április 4.        | Birmingham          | Anglia           | LG Arena                                  |
| 2011. április 5.        | Glasgow             | Skócia           | Scottish Exhibition and Conference Centre |
| 2011. április 9.        | London              | Anglia           | Wembley Arena                             |
| Ausztrália              |                     |                  |                                           |
| 2011. április 28.       | Melbourne           | Ausztrália       | Rod Laver Arena                           |
| 2011. április 29.       | Melbourne           | Ausztrália       | Rod Laver Arena                           |
| 2011. május 2.          | Adelaide            | Ausztrália       | Adelaide Entertainment Centre             |
| 2011. május 4.          | Sydney              | Ausztrália       | Sydney Entertainment Centre               |
| 2011. május 5.          | Brisbane            | Ausztrália       | Brisbane Entertainment Centre             |
| 2011. május 7.          | Auckland            | Új-Zéland        | Vector Arena                              |
| 2011. május 8.          | Auckland            | Új-Zéland        | Vector Arena                              |
| 2011. május 10.         | Wellington          | Új-Zéland        | TSB Bank Arena                            |
| 2011. május 13.         | Newcastle           | Ausztrália       | Newcastle Entertainment Centre            |
| 2011. május 14.         | Sydney              | Ausztrália       | Sydney Entertainment Centre               |
| 2011. május 15.         | Brisbane            | Ausztrália       | Brisbane Entertainment Centre             |
| Ázsia                   |                     |                  |                                           |
| 2011. május 22.         | Nagoja              | Japán            | Zepp Nagoya                               |
| 2011. május 23.         | Tokió               | Japán            | Studio Coast                              |
| 2011. május 24.         | Tokió               | Japán            | Studio Coast                              |
| 2011. május 26.         | Oszaka              | Japán            | Zepp Osaka                                |
| Észak-Amerika           |                     |                  |                                           |
| 2011. június 7.         | Duluth              | Egyesült Államok | Arena at Gwinnett Center                  |
| 2011. június 9.         | Orlando             | Egyesült Államok | UCF Arena                                 |
| 2011. június 10.        | Tampa               | Egyesült Államok | St. Pete Times Forum                      |
| 2011. június 11.        | Sunrise             | Egyesült Államok | BankAtlantic Center                       |
| 2011. június 14.        | Raleigh             | Egyesült Államok | RBC Center                                |
| 2011. június 15.        | Columbia            | Egyesült Államok | Merriweather Post Pavilion                |
| 2011. június 17.        | Uniondale           | Egyesült Államok | Nassau Veterans Memorial Coliseum         |
| 2011. június 18.        | Boston              | Egyesült Államok | TD Garden                                 |
| 2011. június 19.        | Newark              | Egyesült Államok | Prudential Center                         |
| 2011. június 23.        | Pittsburgh          | Egyesült Államok | Petersen Events Center                    |
| 2011. június 24.        | Philadelphia        | Egyesült Államok | Wells Fargo Center                        |
| 2011. június 25.        | Uncasville          | Egyesült Államok | Mohegan Sun Arena                         |
| 2011. június 28.        | Auburn Hills        | Egyesült Államok | Palace of Auburn Hills                    |
| 2011. június 29.        | Toronto             | Kanada           | Air Canada Centre                         |
| 2011. június 30.        | Toronto             | Kanada           | Air Canada Centre                         |
| 2011. július 2.         | Montréal            | Kanada           | Bell Centre                               |
| 2011. július 3.         | Ottawa              | Kanada           | Scotiabank Place                          |
| 2011. július 5.         | Cleveland           | Egyesült Államok | Quicken Loans Arena                       |
| 2011. július 7.[1]      | Milwaukee           | Egyesült Államok | Marcus Amphitheater                       |
| 2011. július 8.         | Rosemont            | Egyesült Államok | Allstate Arena                            |
| 2011. július 9.         | Saint Paul          | Egyesült Államok | Xcel Energy Center                        |
| 2011. július 13.        | Regina              | Kanada           | Brandt Centre                             |
| 2011. július 14.        | Winnipeg            | Kanada           | MTS Centre                                |
| 2011. július 16.[2]     | Calgary             | Kanada           | Scotiabank Saddledome                     |
| 2011. július 17.        | Edmonton            | Kanada           | Rexall Place                              |
| 2011. július 19.        | Vancouver           | Kanada           | Rogers Arena                              |
| 2011. július 20.        | Seattle             | Egyesült Államok | KeyArena                                  |
| 2011. július 22.        | Portland            | Egyesült Államok | Rose Garden                               |
| 2011. július 23.        | Boise               | Egyesült Államok | Taco Bell Arena                           |
| 2011. július 25.        | Salt Lake City      | Egyesült Államok | EnergySolutions Arena                     |
| 2011. július 26.        | Broomfield          | Egyesült Államok | 1stBank Center                            |
| 2011. július 28.        | Grand Prairie       | Egyesült Államok | Verizon Theater at Grand Prairie          |
| 2011. július 29.        | Houston             | Egyesült Államok | Toyota Center                             |
| 2011. július 30.        | Austin              | Egyesült Államok | Frank Erwin Center                        |
| 2011. augusztus 3.      | Phoenix             | Egyesült Államok | Comerica Theatre                          |
| 2011. augusztus 5.      | Los Angeles         | Egyesült Államok | Nokia Theatre L.A. Live                   |
| 2011. augusztus 6.      | Los Angeles         | Egyesült Államok | Nokia Theatre L.A. Live                   |
| 2011. augusztus 7.      | Los Angeles         | Egyesült Államok | Nokia Theatre L.A. Live                   |
| 2011. augusztus 9.      | San Diego           | Egyesült Államok | Valley View Casino Center                 |
| 2011. augusztus 12.     | San José            | Egyesült Államok | HP Pavilion at San Jose                   |
| 2011. augusztus 13.     | Santa Barbara       | Egyesült Államok | Santa Barbara Bowl                        |
| 2011. augusztus 14.     | Santa Barbara       | Egyesült Államok | Santa Barbara Bowl                        |
| 2011. augusztus 17.     | Kansas City         | Egyesült Államok | Sprint Center                             |
| 2011. augusztus 19.     | Nashville           | Egyesült Államok | Bridgestone Arena                         |
| 2011. augusztus 20.     | St. Louis           | Egyesült Államok | Scottrade Center                          |
| Dél-Amerika             |                     |                  |                                           |
| 2011. szeptember 23.[3] | Rio de Janeiro      | Brazília         | Parque Olímpico Cidade do Rock            |
| Európa                  |                     |                  |                                           |
| 2011. október 12.       | Sheffield           | Anglia           | Motorpoint Arena                          |
| 2011. október 14.       | London              | Anglia           | The O2 Arena                              |
| 2011. október 18.       | Liverpool           | Anglia           | Echo Arena Liverpool                      |
| 2011. október 19.       | Cardiff             | Wales            | Cardiff International Arena               |
| 2011. október 24.       | Belfast             | Észak-Írország   | Odyssey Arena                             |
| 2011. október 26.       | Birmingham          | Anglia           | National Indoor Arena                     |
| 2011. október 27.       | Newcastle upon Tyne | Anglia           | Metro Radio Arena                         |
| 2011. október 29.       | Aberdeen            | Skócia           | Press & Journal Arena                     |
| 2011. október 31.       | Manchester          | Anglia           | Manchester Evening News Arena             |
| 2011. november 3.       | Glasgow             | Skócia           | Scottish Exhibition and Conference Centre |
| 2011. november 4.       | Glasgow             | Skócia           | Scottish Exhibition and Conference Centre |
| 2011. november 5.       | Nottingham          | Anglia           | Capital FM Arena                          |
| 2011. november 7.       | Dublin              | Írország         | The O2 (Dublin)                           |
| 2011. november 8.       | Dublin              | Írország         | The O2 (Dublin)                           |

Megjegyzések
- 1^ A koncert része a Summerfest fesztiválnak[6]
- 2^ A koncert része a Calgary Stampede fesztiválnak[7]
- 3^ A koncert része a Rock in Rio fesztiválnak[8]

## Külső hivatkozások
- a turné hivatalos oldala

## Fordítás
- Ez a szócikk részben vagy egészben  a   California Dreams Tour című angol Wikipédia-szócikk fordításán alapul.  Az eredeti cikk szerkesztőit annak laptörténete sorolja fel. Ez a jelzés csupán a megfogalmazás eredetét és a szerzői jogokat jelzi, nem szolgál a cikkben szereplő információk forrásmegjelöléseként.